# Francesco Renzetti
Pour les articles homonymes, voir Renzetti.
 (octobre 2018).
Francesco Renzetti, né le 22 janvier 1988 à Monte-Carlo, est un footballeur italien. Il évolue au poste de défenseur central à l'ACD Colorno.

## Biographie
Formé au Genoa CFC, il fait ses débuts en Serie C1 au cours de la première moitié de la saison 2005-2006, mais en janvier déjà, il rejoint le club de Lucchese, dans le même championnat. Après deux ans et demi de présence en Toscane, il est transféré à l'AlbinoLeffe au cours de la saison 2008-2009, où il devient rapidement titulaire. Il est dans le même temps appelé au sein l'équipe nationale des moins de 21 ans.
Le 13 juillet 2009, il est transféré au club de Calcio Padoue. Le 25 août 2012, il inscrit son premier but contre l'équipe de Lanciano, à la suite d'une action consécutive à un corner.
Le 1er juillet 2013, après quatre saisons sous le maillot biancoscudata, il est laissé libre. Le 12 juillet, il signe un contrat de trois ans avec l'équipe de Cesena. Lors de sa première année avec les romagnoli, il contribue à la promotion en Serie A. Il fait ses débuts en Serie A le 31 août 2014, lors d'une victoire 1-0 sur Parme. À la fin de la saison, Cesena se voit relégué en Serie B.
Lors de l'été 2016, il retourne dans son club formateur, le Genoa CFC. Il est, dans la foulée, prêté à son ancien club de l'AC Cesena. Par la suite, le 12 juillet 2017, il est prêté, avec option d'achat, au club de l'US Cremonese. À l'issue de la saison, l'option d'achat est levée, pour un montant de 400 000 €.